# Feinde deiner Feinde
Feinde deiner Feinde ist das achte Studioalbum von Frei.Wild, der Deutschrock-Band aus Brixen in der italienischen Provinz Südtirol. Es erschien am 5. Oktober 2012 über das Label Rookies & Kings als Standard- und Premium-Edition inklusive DVD.

## Musikstil und Inhalt
Viele Lieder des Albums sind, wie auch die voriger Alben, sehr rockig gehalten, dazu zählen Wir reiten in den Untergang, Wer nichts weiß, wird alles glauben und Dafür sind Freunde da. Es kommen aber auch Blasinstrumente (Zwischen Trauer, Liebe und Schmerz) sowie Ska-Einflüsse (Wer weniger schläft, ist länger wach) zum Einsatz. Außerdem wurde bei einigen Songs mit dem Böhse-Onkelz-Mitglied Gonzo und dem Produzenten von Unheilig Henning Verlage zusammengearbeitet.
Inhaltlich werden verschiedene Themen, wie Schlaflosigkeit (Wer weniger schläft, ist länger wach) und eigener Nachwuchs (Aus Traum wird Wirklichkeit) besungen. Außerdem sind Lieder wie Mach dich auf sowie Krieger des Lichts enthalten, die sich direkt an den Hörer richten und diesen dazu auffordern, sich nicht unterkriegen zu lassen. Kritiker wie der Rechtsextremismusexperte Andreas Speit oder die Band Jupiter Jones werfen der Band vor, klassische Rechtsrock-Themen zu besetzen und so für den Mainstream tauglich zu machen.
In den Liedern Wir reiten in den Untergang und Nur Dumme sagen ja und Amen setzt sich Frei.Wild mit der Einschränkung der Meinungsfreiheit auseinander. Nach Ansicht von Kritikern wie dem von Patrick Gensing verantworteten Internetportal www.publikative.org würde die Band in diesen Liedern „rhetorische Motive“ benutzen, die auch in „Neonazi-Publikationen zum Standard“ gehörten („Heut gibt es den Stempel, keinen Stern mehr“, „Das Land der Vollidioten“). Der Bonussong der Premium-Edition Nennt es Zufall, nennt es Plan propagiere darüber hinaus „typisch rechte Schlägermentalität“.

## Covergestaltung
Das Albumcover der Standard-Edition ist in schwarz-weiß gehalten und zeigt jeweils eine Hälfte der Gesichter der vier Bandmitglieder. Im unteren Teil befinden sich in weiß auf schwarz der Frei.Wild-Schriftzug und der Titel Feinde deiner Feinde. Auf dem Cover der Premium-Edition sind die Ausschnitte der Gesichter kleiner und die Schriftzüge Frei.Wild sowie Feinde deiner Feinde stehen schwarz auf weiß zentral im Bild.

## Titelliste
| Feinde deiner Feinde | Feinde deiner Feinde – Premium-Edition |
| --- | --- |
| 1. Wir reiten in den Untergang – 4:20 2. Wer nichts weiß, wird alles glauben – 3:52 3. Feinde deiner Feinde – 3:14 4. Zwischen Trauer, Liebe und Schmerz – 4:21 5. Aus Traum wird Wirklichkeit – 4:22 6. Wer weniger schläft, ist länger wach – 3:47 7. Nur Dumme sagen ja und Amen – 3:39 8. Der Staat vergibt, dein Gewissen nicht – 4:01 9. Mach dich auf – 3:51 10. Vorne liegt der Horizont – 3:29 11. Wir gehen wie Bomben auf euch nieder – 3:03 12. Zieh mit den Göttern – 4:21 13. Oft bekriegt, nie besiegt – 3:23 14. Gutmenschen und Moralapostel – 3:24 15. Wir gegen alle – 3:36 16. Unendliches Leben – 4:46 | Bonus-Lieder der Premium-Edition 1. Nennt es Zufall, nennt es Plan – 3:00 2. Steine deiner Mauer – 4:05 3. Hier geboren und doch verloren – 3:31 4. Ebbe und Flut – 3:54 5. Krieger des Lichts – 3:01 DVD 1. Making of: Feinde deiner Feinde 2. Video – Das Land der Vollidioten 3. Video – Allein nach vorne 4. Video – Wahre Werte 5. Video – Nicht dein Tag 6. Video – Danke für all die ganzen Jahre 7. Video – Weil du mich nur verarscht hast 8. Video – Feinde deiner Feinde 9. Video – Mach dich auf Bonus-Lied der Schallplatte 1. Deutschrock ist Leidenschaft – 4:44 |

## Rezeption
| Professionelle Bewertungen | Professionelle Bewertungen |
| -------------------------- | -------------------------- |
| Kritiken                   |                            |
| Quelle                     | Bewertung                  |
| laut.de                    | [ 4 ]                      |
| metalnews.de               | [ 5 ]                      |
| pressure-magazine.de       | [ 6 ]                      |
| stormbringer.at            | [ 7 ]                      |

Michael Edele von laut.de bewertete das Album mit vier von möglichen fünf Punkten. Musikalisch lasse die Band auf Feinde deiner Feinde „nichts anbrennen, denn in Sachen Refrains weiß man genau, wie der Hase läuft. Hier lässt sich wirklich jeder Chorus mitsingen und geht schnell ins Ohr.“ Auch die Produktion sei „satt und druckvoll und die stilistischen Variationen zeigen, dass Frei.Wild noch lange nicht am Ende sind.“ Neben Erwartbarem würden auch einige Songs überraschen, wobei „kein Ausfall“ darunter sei.

## Kommerzieller Erfolg

### Chartplatzierungen und Singles
Das Album stieg in der 43. Kalenderwoche des Jahres 2012 auf Platz 2 in die deutschen Charts ein und belegte in den beiden folgenden Wochen Rang 9. Infolge der Wiederveröffentlichung als Gold-Edition (beide Verkäufe werden zusammen gezählt), erreichte das Album Anfang Mai 2013 die Spitzenposition der deutschen Charts und hielt sich insgesamt 40 Wochen in den Top 100. In den deutschen Jahrescharts 2012 belegte das Album Rang 51.
Am 27. Juli 2012 wurde der Titelsong Feinde deiner Feinde als erste Single ausgekoppelt, das zugehörige Video feierte bereits am 12. Juli 2012 Premiere. Die Single stieg auf Platz 19 in die deutschen Charts ein. Außerdem konnte sich der B-Seiten-Song Tot und doch am Leben aufgrund von Downloads auf Platz 79 platzieren. Beide Titel hielten sich eine Woche in den Top 100. Außerdem erschien ebenfalls am 27. Juli das Lied Hand aufs Herz zum kostenlosen Download. Die zweite Single Mach dich auf wurde am 7. September 2012 veröffentlicht und konnte sich ebenfalls für eine Woche auf Rang 19 in den deutschen Charts platzieren. Außerdem wurden am 21. beziehungsweise 28. September 2012 die Songs Wer nichts weiß, wird alles glauben und Zieh mit den Göttern zum Download über iTunes veröffentlicht. Am 30. November 2012 erschien die fünfte Auskopplung Unendliches Leben, die für eine Woche Position 35 der Charts erreichte.
| ChartsChartplatzierungen | Höchstplatzierung | Wochen |
| ------------------------ | ----------------- | ------ |
| Deutschland (GfK)        | 1 (40 Wo.)        | 40     |
| Österreich (Ö3)          | 2 (13 Wo.)        | 13     |
| Schweiz (IFPI)           | 12 (8 Wo.)        | 8      |

| ChartsJahrescharts (2012) | Platzierung |
| ------------------------- | ----------- |
| Deutschland (GfK)         | 51          |

| ChartsJahrescharts (2013) | Platzierung |
| ------------------------- | ----------- |
| Deutschland (GfK)         | 75          |

### Auszeichnungen für Musikverkäufe
Im Juni 2018 wurde Feinde deiner Feinde mit Platin für über 200.000 verkaufte Einheiten in Deutschland ausgezeichnet. In Österreich erhielt es für mehr als 7.500 Verkäufe eine Goldene Schallplatte.
| Land/Region        | Auszeichnungen für Musikverkäufe (Land/Region, Auszeichnung, Verkäufe) | Verkäufe |
| ------------------ | ---------------------------------------------------------------------- | -------- |
| Deutschland (BVMI) | Platin                                                                 | 200.000  |
| Österreich (IFPI)  | Gold                                                                   | 7.500    |
| Insgesamt          | 1× Gold · 1× Platin ·                                                  | 207.500  |

## Gold-Edition
Am 19. April 2013 erschien eine neue Version des Albums als Gold-Edition.

### Inhalt
Neben den 21 Stücken der Premium-Edition sind auf der Gold-Edition fünf neue Lieder enthalten, von denen am 18. März 2013 ein Video zum Song Schlagzeile groß – Hirn zu klein veröffentlicht wurde. Außerdem sind sieben Live-Versionen von Titeln des Albums, die bei der vergangenen Feinde-deiner-Feinde-Tour aufgenommen wurden, enthalten. Neben der auf der Premium-Edition enthaltenen DVD, ist eine weitere beigelegt, die Live-Aufnahmen der zurückliegenden Tournee enthält.

### Covergestaltung
Das Albumcover besitzt das gleiche Motiv wie die Standard-Edition, allerdings sind die Farben in gold-weiß gehalten.

### Titelliste
| Gold-Edition: CDs | Gold-Edition: DVDs |
| --- | --- |
| CD 1 1. Wir reiten in den Untergang – 4:20 2. Wer nichts weiß, wird alles glauben – 3:52 3. Feinde deiner Feinde – 3:14 4. Zwischen Trauer, Liebe und Schmerz – 4:21 5. Aus Traum wird Wirklichkeit – 4:22 6. Wer weniger schläft, ist länger wach – 3:47 7. Nur Dumme sagen ja und Amen – 3:39 8. Der Staat vergibt, dein Gewissen nicht – 4:01 9. Mach dich auf – 3:51 10. Vorne liegt der Horizont – 3:29 11. Wir gehen wie Bomben auf euch nieder – 3:03 12. Zieh mit den Göttern – 4:21 13. Oft bekriegt, nie besiegt – 3:23 14. Gutmenschen und Moralapostel – 3:24 15. Wir gegen alle – 3:36 16. Unendliches Leben – 4:46 17. Nennt es Zufall, nennt es Plan – 3:00 18. Steine deiner Mauer – 4:05 19. Hier geboren und doch verloren – 3:31 20. Ebbe und Flut – 3:54 21. Krieger des Lichts – 3:01 CD 2 1. Weder Gott weder die Hölle – 4:06 2. Lauf deinem Traum nicht hinterher – 3:10 3. Lass dein Leben niemals los – 3:47 4. Mal sind mal waren wir mal – 4:08 5. Schlagzeile groß – Hirn zu klein – 4:15 6. Wir reiten in den Untergang (live) – 6:12 7. Mach dich auf (live) – 4:14 8. Wer weniger schläft ist länger wach (live) – 4:28 9. Feinde deiner Feinde (live) – 3:57 10. Wir gehen wie Bomben auf euch nieder (live) – 3:44 11. Unendliches Leben (live) – 6:31 12. Wer nichts weiß, wird alles glauben (live) – 4:04 | DVD 1 1. Making of: Feinde deiner Feinde 2. Video – Das Land der Vollidioten 3. Video – Allein nach vorne 4. Video – Wahre Werte 5. Video – Nicht dein Tag 6. Video – Danke für all die ganzen Jahre 7. Video – Weil du mich nur verarscht hast 8. Video – Feinde deiner Feinde 9. Video – Mach dich auf DVD 2 1. Intro 2. Wir reiten in den Untergang (live) 3. Karlsruhe – Probeaufbau 4. Technik / Crew – Teil 1 5. Wer weniger schläft ist länger wach (live) 6. Dortmund – Tourauftakt 7. Technik / Crew – Teil 2 8. Feinde deiner Feinde (live) 9. Technik / Crew – Teil 3 10. Wir gehen wie Bomben auf euch nieder (live) 11. Technik / Crew – Teil 4 12. Mach dich auf (live) 13. Technik Crew – Teil 5 14. Die Macht der Medien 15. Wer nichts weiß, wird alles glauben (live) 16. Technik / Crew – Teil 6 17. Die Fans (Einlass) 18. Technik / Crew – Teil 7 19. Wien 20. Hamburg 21. Unendliches Leben (live) 22. X-Mas 23. Köln 24. Resümee 25. Outro |

### Chartplatzierungen
Nach Veröffentlichung der Gold-Edition gelang Feinde deiner Feinde (die Verkäufe beider Versionen werden zusammen gewertet) Anfang Mai 2013 der Wiedereinstieg in die deutsche Top 100, wobei es als erstes Frei.Wild-Album Position 1 der deutschen Charts erreichte.